# Velencei kék cápák
VRSE Velencei kék cápák magyar rögbiklub, amely 2004-ben alakult.

## Történet
2004-ben alakult meg a csapat. 2005-ben diákolimpián vettek részt. Ez volt az első meccsük. A következő évben megalakult a felnőtt csapat, amely a Nemzeti Bajnokság II. osztályában játszik. 2007-ben NBII-ben II. helyezést értek el.